# 김천 계림사 석조불보살좌상
김천 계림사 석조불보살좌상(金泉 雞林寺 石造佛菩薩坐像)은 대한민국 경상북도 김천시 개령면, 계림사에 있는 불상이다. 2019년 3월 25일 경상북도의 문화재자료 제670호로 지정되었다.

## 개요
문화재로 지정 신청한 3구의 불상은 모두 불석(佛石)으로 보이는 돌로 제작되었으며, 양식상의 특징으로 보아 18세기 전반에 제작된 것으로 추정된다. 이 가운데 석가상과 보살상은 18세기 초반 승호파 조각승에 의해 제작된 것으로 판단되며, 반면 약사상은 금문(金文)-청윤(淸允)의 계보에 속한 조각승에 의해 제작된 것으로 판단된다.
세 불상이 삼존상으로 제작되어 봉안된 것은 아니어서 석가삼존불좌상의 일습으로 볼 수는 없지만, 경북 지역을 중심으로 활동한 조각승에 의해 제작되어 학술적 가치를 지니므로 문화재자료로 지정한다.

## 지정 내역
| 번호  | 명칭                                                    | 재료 | 구조·형식·형태 | 규격                       | 수량 | 기타특징                  |
| ----- | ------------------------------------------------------- | ---- | -------------- | -------------------------- | ---- | ------------------------- |
| 670호 | 김천 계림사 석조불보살좌상 (金泉 雞林寺 石造佛菩薩坐像) | 3軀  | 3軀            | 3軀                        | 3軀  | 3軀                       |
| -1)   | 석가불상                                                | 불석 | 좌상           | - 높이 67.0㎝, 슬폭 47.0㎝ | 1軀  | - 제작연대 : 18세기(추정) |
| -2)   | 보 살 상                                                | 불석 | 좌상           | - 높이 59.3㎝, 슬폭 38.3㎝ | 1軀  | - 제작연대 : 18세기(추정) |
| -3)   | 약사불상                                                | 불석 | 좌상           | - 높이 64.0㎝, 슬폭 43.5㎝ | 1軀  | - 제작연대 : 18세기(추정) |

## 참고 문헌
- 김천 계림사 석조불보살좌상 - 국가유산청 국가유산포털